# جيانلوكا برامبيلا
جيانلوكا برامبيلا (بالإيطالية: Gianluca Brambilla)‏ (و. 1987  م) هو راكب دراجة هوائية إيطالي، ولد في بيلانو، شارك في طواف إسبانيا، وطواف إيطاليا 2014، وطواف إسبانيا 2014، وسباق طواف فرنسا 2017.

## سجل الفوز

### سباقات أو مراحل فاز بها
| التاريخ        | السباق                                                  | المركز                                                |
| -------------- | ------------------------------------------------------- | ----------------------------------------------------- |
| 01 يناير 2008  | 2008 Gran Premio Palio del Recioto                      |                                                       |
| 01 يناير 2009  | 2009 Ruota d'Oro                                        |                                                       |
| 29 مايو 2011   | طواف إيطاليا 2011                                       | الرابع في تصنيف الجبال                                |
| 14 مارس 2012   | تيرينو ادرياتيكو 2012                                   | الخامس في تصنيف أفضل شاب                              |
| 15 أبريل 2012  | جيرو أبنينس 2012                                        |                                                       |
| 27 مايو 2012   | طواف إيطاليا 2012                                       | المرتبة 13 في التصنيف العام، الثالث في تصنيف أفضل شاب |
| 13 سبتمبر 2015 | طواف إسبانيا 2015                                       | المرتبة 13 في التصنيف العام                           |
| 04 أكتوبر 2015 | طواف لومبارديا 2015                                     | العاشر في التصنيف العام                               |
| 11 أكتوبر 2015 | طواف أبو ظبي 2015                                       | الخامس في تصنيف النقاط، السادس في التصنيف العام       |
| 29 يناير 2016  | تروفيو بولينسا-أندراتكس 2016                            | الفائز في التصنيف العام                               |
| 21 فبراير 2016 | طواف عمان 2016                                          | العاشر في التصنيف العام                               |
| 26 يونيو 2016  | سباق الطريق للرجال في بطولة إيطاليا لسباق الدراجات 2016 |                                                       |
| 21 فبراير 2021 | طواف هوت فار 2021                                       | الفائز في التصنيف العام                               |

## روابط خارجية
- جيانلوكا برامبيلا على موقع الاتحاد الدولي للدراجات (الإنجليزية)
- جيانلوكا برامبيلا على موقع أرشيف الدراجات (الإنجليزية)
- جيانلوكا برامبيلا على موقع إحصائيات الدراجات الإحترافية (الإنجليزية)
- جيانلوكا برامبيلا على موقع نسبة الدراجات (الإنجليزية)
- جيانلوكا برامبيلا على موقع CycleBase (الإنجليزية)